# Igor Iwanowitsch Dobrowolski
Igor Iwanowitsch Dobrowolski (russisch Игорь Иванович Добровольский, englisch Igor Ivanovich Dobrovolski; * 27. August 1967 in Markowo, Rajon Rosdilna, Oblast Odessa, Ukrainische SSR) ist ein ehemaliger sowjetischer bzw. russischer Fußballspieler und heutiger Fußballtrainer.
Er gewann 1988 bei der Olympiade in Seoul mit dem sowjetischen Team die Goldmedaille und nahm als Spieler an der Fußball-Weltmeisterschaft 1990 sowie an den Europameisterschaften von 1992 und 1996 teil. Im Jahr 1990 wurde er als Spieler des FK Dynamo Moskau zum sowjetischen Fußballer des Jahres gewählt.
Von 1996 bis 1999 spielte Dobrowolski für Fortuna Düsseldorf, für diesen Verein absolvierte er 54 Spiele und erzielte insgesamt 14 Tore. Im Januar 2007 übernahm er das Traineramt der moldauischen Fußballnationalmannschaft. Von diesem Posten trat er am 16. Oktober 2009 nach der verpassten Qualifikation für die WM 2010 zurück.